# Frederik Veuchelen
Frederik Veuchelen (Korbeek-Lo, 4 settembre 1978) è un dirigente sportivo ed ex ciclista su strada belga, professionista dal 2004 al 2017.

## Carriera
Nell'ultima stagione tra i dilettanti, il 2003, Veuchelen ottenne due vittorie di tappa al Triptyque Ardennais e si impose nel Memorial Philippe Van Coningsloo.
Passò professionista nel 2004 con la Vlaanderen-T Interim e ottenne il primo successo tra i professionisti nel 2006, imponendosi nella Dwars door Vlaanderen; nel 2008 fu quindi secondo al Grand Prix d'Ouverture La Marseillaise. Nel 2009 passò alla Vacansoleil: con tale formazione partecipò a due edizioni del Giro d'Italia, nel 2011 e nel 2013, e si classificò secondo al Tour du Finistère 2013. Dal 2014 al 2017 vestì infine per quattro stagioni la maglia della Wanty-Groupe Gobert. Si ritirò dall'attività a fine 2017.
Nel 2020 assume la carica di direttore sportivo del team Circus-Wanty Gobert (ex Wanty), noto come Intermarché-Wanty dal 2021.

## Palmarès
- 2003 (Dilettanti)

2ª tappa Triptyque Ardennais (Soumagne > Soumagne)
4ª tappa Triptyque Ardennais (Libramont > Saint-Hubert)
Memorial Philippe Van Coningsloo
2ª tappa Arden Challenge (Soy-Érezée > Soy-Érezée)
4ª tappa Ronde van Vlaams-Brabant (Goetsenhoven > Goetsenhoven)
- 2006 (Chocolade Jacques-Topsport Vlaanderen, una vittoria)

Dwars door Vlaanderen

### Altri successi
- 2012 (Vacansoleil)

Classifica scalatori Parigi-Nizza
- 2015 (Wanty)

Classifica scalatori Bayern Rundfahrt

## Piazzamenti

### Grandi Giri
- Giro d'Italia

2011: 106º
2013: 83º

### Classiche monumento
- Milano-Sanremo

2012: 126º
2013: 132º
- Giro delle Fiandre

2006: 101º
2007: 111º
2008: ritirato
2009: ritirato
2011: ritirato
2014: ritirato
2015: ritirato
- Parigi-Roubaix

2009: ritirato
2011: ritirato
2012: 52º
2013: ritirato
2014: ritirato
2017: ritirato
- Liegi-Bastogne-Liegi

2005: ritirato
2006: ritirato
2007: ritirato
2008: ritirato
2013: 146º
2016: ritirato